# Zur letzten Instanz

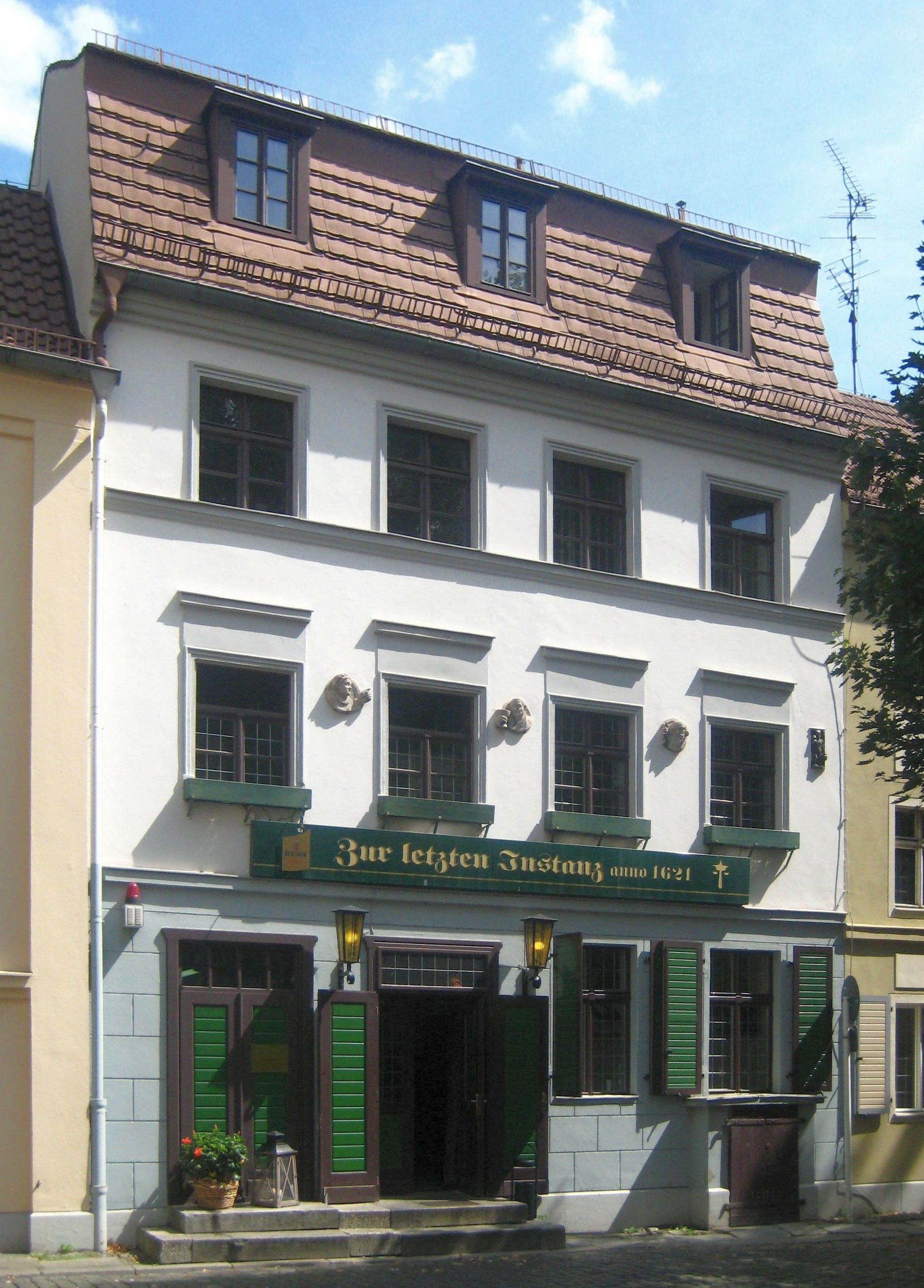
Il ristorante "Zur letzten Instanz"

Zur letzten Instanz (letteralmente: "in ultima istanza") è il nome di un ristorante storico di Berlino, sito nel quartiere di Mitte. L'esercizio, ospitato in un antico edificio posto sotto tutela monumentale (Denkmalschutz), si caratterizza per l'offerta gastronomica basata sulla cucina tradizionale della città e per il suo arredamento in stile "vecchia Berlino"

## Storia
Il ristorante venne aperto nel 1621 ed è pertanto il più antico ancora in attività nella capitale tedesca. Originariamente era denominato "Bierstübchen hinter dem Glockenspiel" (letteralmente: "Piccola birreria dietro il carillon", riferito alla vicina Parochialkirche); assunse il nome attuale negli anni venti del XX secolo a causa della vicinanza al Palazzo di Giustizia.

## L'edificio
In origine il ristorante era ospitato nella casa in Waisenstraße 15, risalente al medioevo ma più volte modificata; i bombardamenti della seconda guerra mondiale causarono gravi danni, e nella ricostruzione successiva (dal 1961 al 1963) si provvedette ad unire l'edificio originario con le due case contigue (numeri civici 14 e 16), aumentando così la capienza del locale a 120 posti. Gli interni vennero in parte riallestiti con arredamenti storici provenienti da diversi edifici del centro di Berlino; dell'arredamento d'origine si conserva un'antica stufa in maiolica, di fianco alla quale avrebbe mangiato Napoleone Bonaparte.